# Imbituva
Imbituva est une ville brésilienne de l'État du Paraná. Sa population était estimée à 30,713 habitants en 2014.